# 658년

## 연호
- 당(唐) 현경(顯慶) 3년

## 기년
- 당(唐) 고종(高宗) 9년
- 신라(新羅) 태종무열왕(太宗武烈王) 5년
- 고구려(高句麗) 보장왕(寶臧王) 17년
- 백제(百濟) 의자왕(義慈王) 18년

## 사건
- 서돌궐이 당(唐)에게 멸망

## 사망
- 신라(新羅)의 승려(僧侶) 자장(慈藏)